# Piripiri
O piripiri (Cyperus giganteus) é uma planta palustre da família das ciperáceas, que ocorre do México à Argentina. Sua folhas e colmos são utilizados no fabrico de esteiras, produzem fibra semelhante à do linho e fornecem celulose de ótima qualidade. Também é chamada de capim-de-esteira, periperi, periperiaçu, pipiri, piri e tabira.